# النعامنة
قرية النعامنة هي إحدى القرى التابعة لمركز منيا القمح في محافظة الشرقية في جمهورية مصر العربية. حسب إحصاءات سنة 2006، بلغ إجمالي السكان في النعامنة 16427 نسمة، منهم 8492 رجل و7935 امرأة.